# 23 май
23 май е 143-тият ден в годината според григорианския календар (144-ти през високосна). Остават 222 дни до края на годината.

## Събития
- 1430 г. – Жана д'Арк попада в плен на бургундите, докато се опитва да освободи Компиен.
- 1498 г. – Джироламо Савонарола, италиански духовник и политически реформатор, е обесен и изгорен на клада.
- 1555 г. – Кардинал Джампиетро Карафа е избран за папа и приема името Павел IV.
- 1592 г. – Във Венеция Инквизицията арестува италианския философ Джордано Бруно, обвинен в ерес.
- 1618 г. – Състои се втора Пражка дефенестрация, която предизвиква Тридесетгодишната война.

- 1785 г. – В писмо до приятел Бенджамин Франклин споделя идеята си за бифокалните очила.
- 1805 г. – Наполеон Бонапарт е коронован за крал на Италия в Миланската катедрала.
- 1877 г. – Провъзгласена е пълната независимост на Обединеното княжество Влахия и Молдавия от Османската империя.
- 1880 г. – Приет е първият Закон за административното деление на Княжество България, с който се закриват губерниите.
- 1900 г. – Избухва бунт против натуралния десятък в Дуранкулак, Балчишко (дн. община Шабла).
- 1907 г. – Открита е жп линията Зимница – Сливен (24 км).
- 1915 г. – Първата световна война: Италия обявява война на Австро-Унгария и се присъединява към Антантата.
- 1928 г. – Италианският изследовател Умберто Нобиле прави опит да достигне Северния полюс с дирижабъл; на връщане машината претърпява катастрофа и при спасителните работи загива Руал Амундсен.
- 1930 г. – В СССР е връчен за първи път най-високият орден – Ленин.
- 1934 г. – Бони и Клайд – известна двойка американски гангстери, са убити при престрелка с полицията.
- 1945 г. – Втора световна война: Ръководителят на СС Хайнрих Химлер се самоубива, след като е задържан от Съюзниците.
- 1945 г. – Уинстън Чърчил подава оставка като министър-председател на Великобритания.
- 1949 г. – С обявяването на Основния закон на Федерална република Германия е създадена Западна Германия.
- 1969 г. – Британската група The Who издава първата в света рок опера – Tommy.
- 1977 г. – При два терористични акта в Холандия похитители вземат над 100 заложници в начално училище и отвличат влак с около 80 пътници.
- 1988 г. – Състои се прощалният футболен мач на френския футболист Мишел Платини.
- 1988 г. – Състои се премиерата на българската комедия Ако можеш, забрави.
- 1994 г. – По време на ислямското богомолство Хадж в Мека, при изпълняване на опасния ритуал Прогонване на дявола с камъни паника става причина за загиването на 270 пилигрими.
- 1995 г. – Sun Microsystems представя езика за програмиране Java.
- 2002 г. – Започва Апостолическото поклонничество на папа Йоан Павел II в България.
- 2010 г. – Основан е Музеят на македонската борба в град Костур, Гърция.

## Родени
- 1052 г. – Филип I, крал на Франция († 1108 г.)
- 1707 г. – Карл Линей, шведски ботаник († 1778 г.)
- 1734 г. – Франц Месмер, австрийски лекар († 1815 г.)
- 1799 г. – Томас Худ, британски сатирик († 1845 г.)
- 1842 г. – Мария Конопницка, полска поетеса († 1910 г.)
- 1847 г. – Михаил Греков, български революционер († 1922 г.)
- 1848 г. – Константин Варламов, руски артист († 1915 г.)
- 1848 г. – Ото Лилиентал, германски изобретател († 1896 г.)
- 1854 г. – Иван Димитриев Гешов, български политик († 1934 г.)
- 1860 г. – Ярослав Вешин, български художник († 1915 г.)
- 1862 г. – Херман Обрист, швейцарски художник († 1927 г.)
- 1883 г. – Дъглас Феърбанкс, американски актьор († 1939 г.)
- 1891 г. – Пер Лагерквист, шведски писател, Нобелов лауреат през 1951 г. (* 1974 г.)
- 1891 г. – Иля Рабинович, руски шахматист († 1942 г.)
- 1900 г. – Ханс Франк, немски политик († 1946 г.)
- 1903 г. – Олга Кирчева, българска актриса († 1978 г.)
- 1908 г. – Джон Бардийн, американски физик, Нобелов лауреат през 1956 и 1972 г. († 1991 г.)
- 1911 г. – Паул Майер, германски духовник († 2010 г.)
- 1912 г. – Влади Симеонов, български диригент († 1990 г.)
- 1912 г. – Яна Язова, българска поетеса († 1974 г.)
- 1921 г. – Григорий Чухрай, руски режисьор († 2001 г.)
- 1921 г. – Джеймс Блиш, американски писател († 1975 г.)
- 1923 г. – Ула Якобсон, шведска актриса († 1982 г.)
- 1925 г. – Джошуа Лидърбърг, американски генетик, Нобелов лауреат през 1958 г. († 2008 г.)
- 1926 г. – Николай Антонов, български писател († 2004 г.)
- 1928 г. – Мила Павлова, българска актриса († 1963 г.)
- 1932 г. – Емилия Радева, българска актриса († 2023 г.)
- 1941 г. – Кръстю Пастухов, български журналист († 2017 г.)
- 1941 г. – Мариана Аламанчева, българска актриса († 2018 г.)
- 1944 г. – Мартин Полак, немски писател († 2025 г.)
- 1949 г. – Алан Гарсия, перуански политик († 2019 г.)
- 1951 г. – Анатоли Карпов, руски шахматист
- 1954 г. – Бойко Станкушев, български журналист
- 1960 г. – Асен Златев, български щангист
- 1960 г. – Стилиян Йотов, български философ
- 1963 г. – Укио Катаяма, японски пилот от Ф1
- 1967 г. – Фил Селуей, британски барабанист
- 1972 г. – Бурак Хакъ, турски актьор
- 1972 г. – Рубенс Барикело, бразилски пилот от Формула 1
- 1974 г. – Джуъл Килчър, американска певица
- 1977 г. – Елисавета Белобрадова, българска юристка и политик
- 1986 г. – Йоанна Драгнева, българска поп певица

## Починали
- 1498 г. – Джироламо Савонарола, италиански свещеник (* 1452 г.)
- 1524 г. – Исмаил I, шах на Персия (* 1487 г.)
- 1701 г. – Уилям Кид, известен шотландски капер (* 1645 г.)
- 1857 г. – Огюстен Луи Коши, френски математик (* 1789 г.)
- 1871 г. – Ярослав Домбровски, полски революционер (* 1836 г.)
- 1871 г. – Ернест Хофман, руски геолог (* 1801 г.)
- 1883 г. – Циприан Норвид, полски поет (* 1821 г.)
- 1886 г. – Леополд фон Ранке, германски историк (* 1795 г.)
- 1895 г. – Йоханес Дайкер, германски художник (* 1822 г.)
- 1906 г. – Хенрик Ибсен, норвежки драматург (* 1828 г.)
- 1937 г. – Джон Рокфелер, американски мултимилионер (* 1839 г.)
- 1942 г. – Чарлз Робърт Ашби, английски архитект, дизайнер и предприемач (* 1863)
- 1943 г. – Христо Кърпачев, български поет, публицист и партизанин (* 1911 г.)
- 1943 г. – Емануил Попдимитров, български поет и писател (* 1885 г.)
- 1944 г. – Дичо Петров, български офицер (* 1919 г.)
- 1945 г. – Хайнрих Химлер, началник на СС и германската полиция (* 1900 г.)
- 1947 г. – Шарл-Фердинан Рамю, швейцарски писател (* 1878 г.)
- 1986 г. – Стърлинг Хейдън, американски актьор (* 1916 г.)
- 1999 г. – Оуен Харт, канадски кечист (* 1965 г.)
- 2001 г. – Борис Гюдеров, български волейболист (* 1927 г.)
- 2009 г. – Но Му-хен, президент на Република Корея (* 1946 г.)
- 2012 г. – Валентин Церовски, български политик (* 1956 г.)
- 2013 г. – Димитър Овчаров, български археолог и изкуствовед (* 1931 г.)
- 2017 г. – Константин Маркианополски, висш български православен духовник (епископ) (* 1941 г.)

## Празници
- Световен ден за защита на морските костенурки
- Празник на Националната разузнавателна служба (от 2006 г.)
- България – Празник на селата Мокреш и Долна Вереница
- Азербайджан – Ден на Министерството на околната среда и природните ресурси
- Южна Каролина, САЩ – Ден на държавността
- Ямайка – Ден на труда